# Popești (gmina w okręgu Jassy)
Popești – gmina w Rumunii, w okręgu Jassy. Obejmuje miejscowości Doroșcani, Hărpășești, Obrijeni, Pădureni, Popești i Vama. W 2011 roku liczyła 4085 mieszkańców.